# Истёр
Истер — река в России, протекает по Кудымкарскому и Юсьвинскому районам Пермского края. Устье реки находится в 96 км по левому берегу реки Иньва. Длина реки составляет 21 км.
Исток реки в лесном массиве на территории Кудымкарского района в 5 км к востоку от села Сюзь-Позья. Вскоре после истока перетекает в Юсьвинский район. Течёт на юг, верховья находятся в лесном массиве, ниже река течёт по безлесой местности. Притоки — Гуменка, Маркашор, Оляшор, Ыджыдшор (левые); Волпа (правый). Протекает деревни Калинино, Мосино, Андроново, Вижелово, Истер-Дор, Кубенево. Впадает в Иньву у деревни Ивучево. Высота устья — 116,3 м над уровнем моря. Высота истока — 148,0 м над уровнем моря.

## Данные водного реестра
По данным государственного водного реестра России относится к Камскому бассейновому округу, водохозяйственный участок реки — Кама от города Березники до Камского гидроузла, без реки Косьва (от истока до Широковского гидроузла), Чусовая и Сылва, речной подбассейн реки — бассейны притоков Камы до впадения Белой. Речной бассейн реки — Кама.
Код объекта в государственном водном реестре — 10010100912111100008250.